# J. B. Smoove
J. B. Smoove est un acteur américain né le 16 décembre 1965 à Plymouth en Caroline du Nord.

## Filmographie

### Cinéma
- 1997 : Faux Prophètes (Lesser Prophets) : Chucky
- 1998 : Tomorrow Night (en) de Louis C.K. : Mel le postier
- 2001 : Pootie Tang : Trucky
- 2002 : Les Aventures de Mister Deeds : Reuben
- 2003 : With or Without You (en) : Darnell
- 2003 : The Watermelon Heist : Numbers
- 2004 : Gas (en) : Ignatius
- 2009 : Frankenhood : Leon
- 2009 : Hurricane Season : le conducteur du bus de l'équipe
- 2010 : Crazy Night : le conducteur du taxi
- 2011 : Bon à tirer (BAT) : Flats
- 2011 : Nouveau Départ : M. Stevens
- 2011 : Baby-sitter malgré lui : Julio
- 2012 : Think Like a Man : le barman
- 2012 : The Dictator : Funeral Usher
- 2013 : Ghost Bastards (Putain de fantôme) : le père de Kisha
- 2013 : Dealin' with Idiots (en) : Ted le coach
- 2013 : Les Schtroumpfs 2 : Hackus
- 2013 : My Movie Project : Larry
- 2014 : Top Five : Silk
- 2014 : Search Party : Berk
- 2015 : Hell and Back : Sal le démon
- 2016 : Almost Christmas : Lonnie Maclay
- 2016 : Barbershop: The Next Cut : One Stop
- 2019 : Spider-Man: Far From Home : M. Dell
- 2020 : The Jesus Rolls de John Turturro
- 2021 : Spider-Man: No Way Home : M. Dell

### Télévision
- 1998 : New York, police judiciaire : Levon (1 épisode)
- 2000 : ShortCuts : City Fellah (1 épisode)
- 2002-2003 : Cedric the Entertainer Presents (en) : plusieurs personnages (17 épisodes)
- 2003 : Ed : Alvin (1 épisode)
- 2003-2005 : Saturday Night Live : plusieurs personnages (12 épisodes)
- 2007-2008 : Tout le monde déteste Chris : Manny (9 épisodes)
- 2007-2011 : Larry et son nombril : Leon Black (16 épisodes)
- 2008 : Carpoolers : le surveillant du parking (1 épisode)
- 2008-2010 : Pour le meilleur et pour le pire : Kenny Westchester (26 épisodes)
- 2009 : Castle : Norman Jessup (1 épisode)
- 2009-2012 : American Dad! : l'agent de sécurité de l'aéroport et Tracy Bryant (5 épisodes)
- 2011 : Les Simpson : DJ Kwanzaa (1 épisode)
- 2012 : Bent : Clem (6 épisodes)
- 2012 : Robot Chicken : Satan (1 épisode)
- 2012 : The League : DeRon (1 épisode)
- 2012-2015 : Black Dynamite : plusieurs personnages (3 épisodes)
- 2013 : Coogan Auto : Del (6 épisodes)
- 2013 : Chicago Fire : Sergent Pruitt (1 épisode)
- 2013 : Clear History : Jaspar
- 2013-2015 : The Millers : Ray (34 épisodes)
- 2013-2016 : Real Husbands of Hollywood : lui-même (29 épisodes)
- 2014 : Chicago P.D. : Sergent Pruit (1 épisode)
- 2014-2015 : Tortues Ninja : Les Chevaliers d'écaille : Bebop et Anton Zeck (7 épisodes)
- 2015 : The Soul Man : Terrell (1 épisode)
- 2018 : New Girl : Le père de Winston (1 épisode)
- depuis 2019 : Harley Quinn : Frank la Plante (voix)